# Lokomotiva 741.5
Lokomotiva řady 741.5 je česká motorová lokomotiva, která vznikla úpravou původní řady 740 tak, aby mohla být provozována rychlostí až 90 km/h oproti 70 km/h u standardních lokomotiv řady 740. Důvodem pro tyto úpravy je umožnění jízdy vyšší rychlostí za situace, kdy jsou lokomotivy tohoto typu využívány soukromými dopravci v traťové službě, přestože byly původně určeny pro posun.

## Technický popis
Základem úpravy lokomotivy řady 740 na řadu 741.5 je změna trakčního převodového poměru z původního 78:15 na 77:16. Toho je dosaženo výměnou ozubeného kola na nápravě a pastorku u trakčního motoru. Mezi tažný čep a příčník podvozku pak byly vloženy příčné tlumiče, což je shodná konstrukce jako u řady 742. Tyto úpravy se týkají prvních tří lokomotiv čísel 740.793, 740.896 a 740.809, které byly pro úpravách provedených na objednávku společnosti Viamont přeznačeny na 741.501, 741.502 a 741.503. U dalších lokomotiv mohly být provedeny další úpravy podle přání zadavatele zakázky.